# Nolan-diagram

En typ av Nolan-diagram

Ett Nolan-diagram är ett koordinatsystem i två dimensioner, för att beskriva förhållandet mellan olika politiska ideologier. Det skapades 1969 av den amerikanske politikern David Nolan.